# Estatua ecuestre de Luis XIII

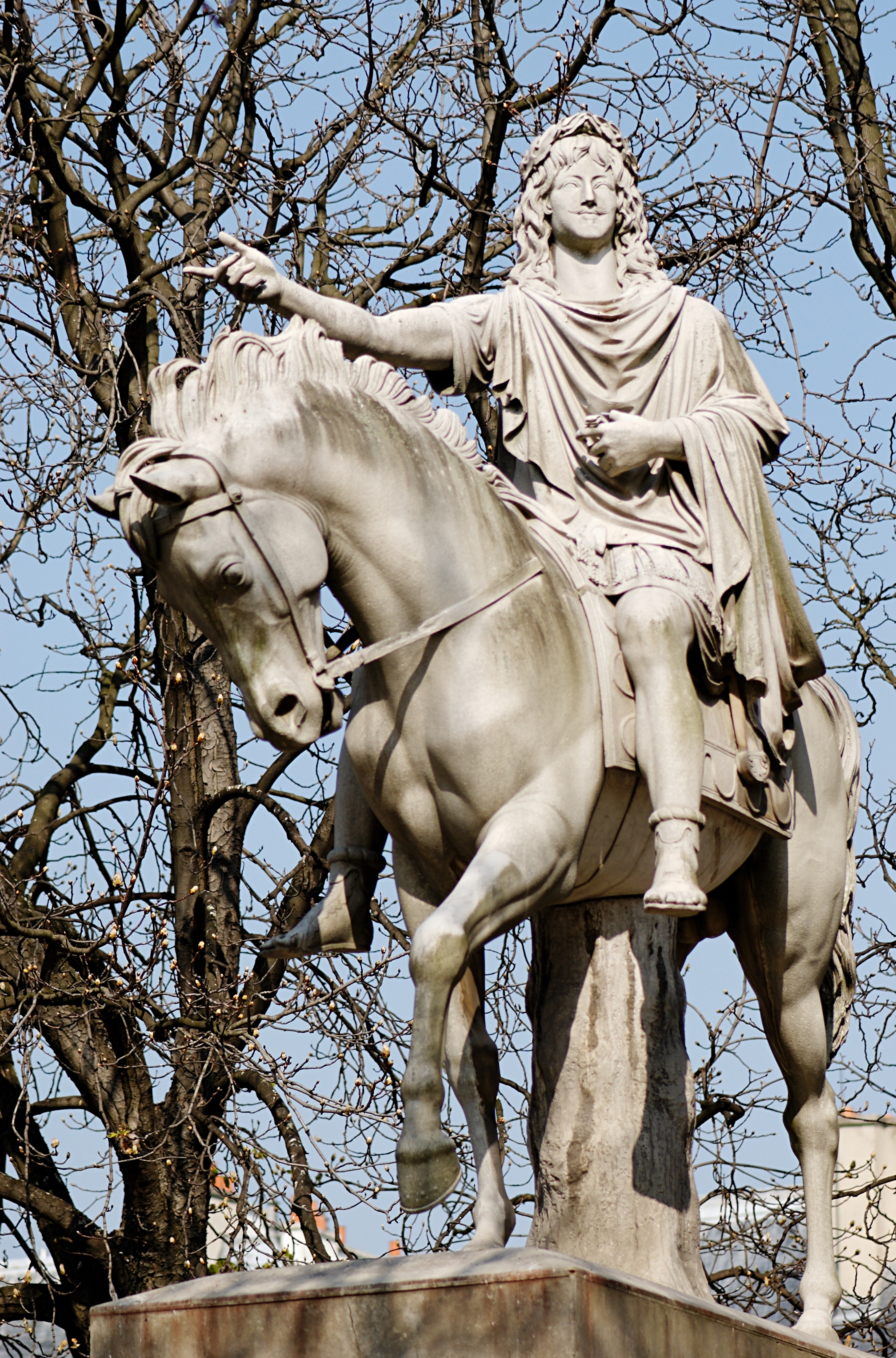
La estatua actual

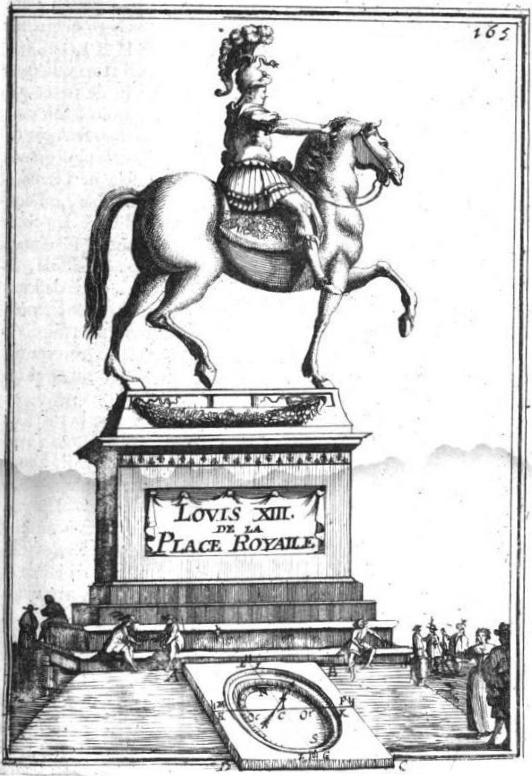
La primera estatua (dibujo de Alain Manesson Mallet).

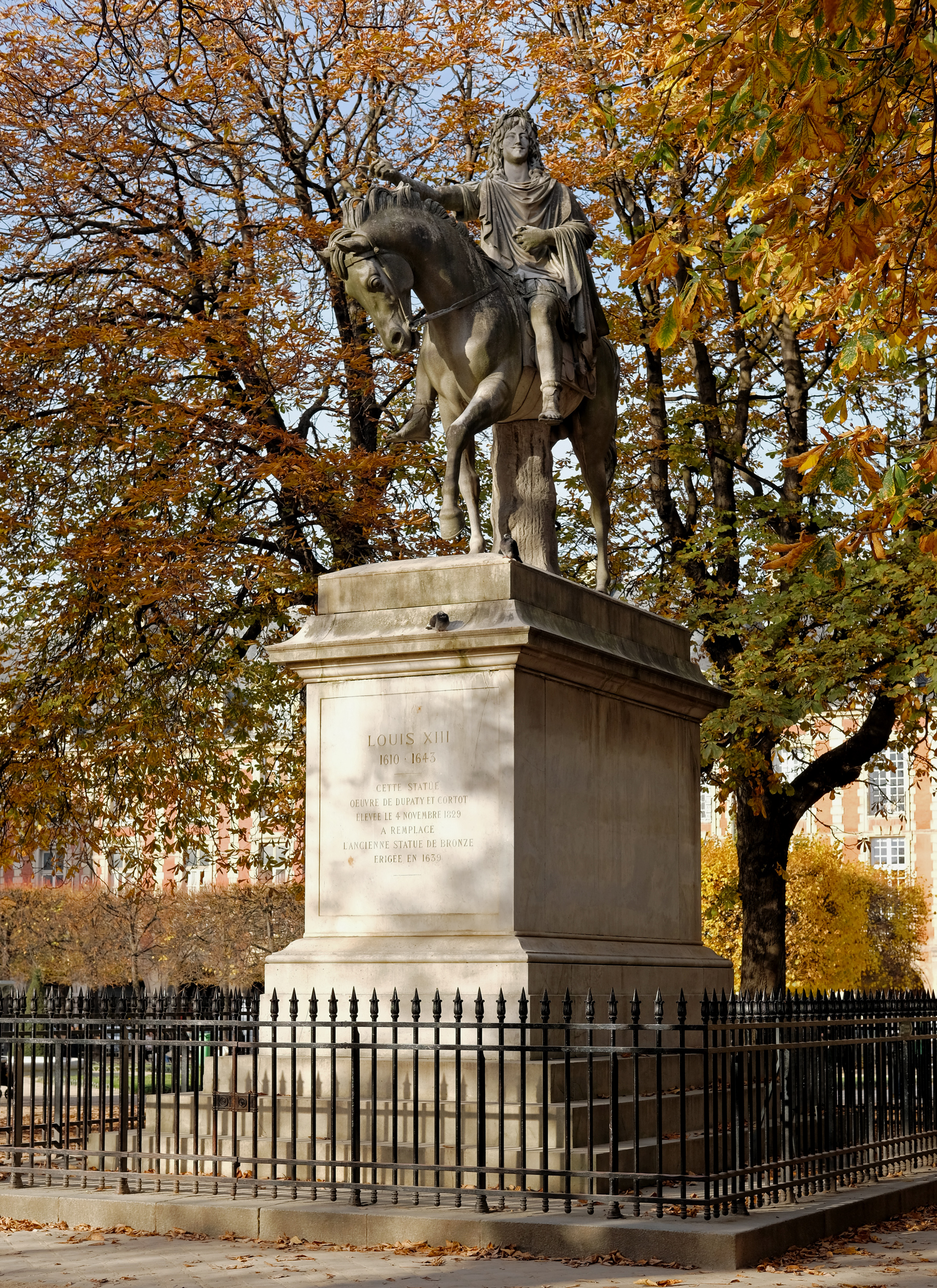
Vista general.

La estatua ecuestre de Luis XIII es un monumento en forma de estatua ecuestre dedicado al rey Luis XIII de Francia, instalado al centro del Square Louis-XIII o Place des Vosges.
En 1639, el cardenal Richelieu encargó una estatua de bronce para ocupar el centro de la place Royale (llamada place des Vosges desde 1800) con el objetivo de impedir la celebración de duelos, frecuentes en ese lugar. Esta estatua, atribuida al escultor Pierre II Biard, se componía de un caballo fundido para la estatua de Enrique II, sobre la que se había situado una efigie demasiado grande de Luis XIII.
Durante la Revolución francesa se destruyó, utilizándose su bronce para fundir cañones.
En 1825 se instaló en el mismo emplazamiento una nueva estatua, en mármol blanco, realizada en 1821 por Jean-Pierre Cortot sobre un modelo de Charles Dupaty de 1816.
Esta estatua está dispuesta sobre un pedestal rodeado de rejas de hierro forjado.
El rey se representa vestido como emperador romano, con coraza bajo el ropaje, una espada a su lado izquierdo y una corona de laurel. En la mano derecha sostiene las riendas, mientras abre el brazo derecho en un gesto de majestad, volviéndose hacia la izquierda. Se apoya sobre estribos.
El caballo levanta la pata delantera izquierda y vuelve la cabeza hacia la derecha. Un tronco de árbol situado bajo su vientre hace de apoyo para permitir la sustentación de la estatua.